# Edifício Federal Martin Luther King Jr.
O Edifício Federal Martin Luther King Jr. (forma abreviada em inglês: King Federal Building) é um edifício em Atlanta, Geórgia. Foi concluído em 1933 em estilo clássico para o Serviço Postal dos Estados Unidos e agora é usado como acomodação de escritórios pelo Governo Federal dos Estados Unidos. Está incluído no Registro Nacional de Lugares Históricos.
O edifício foi construído pela Work Projects Administration, uma agência do New Deal, refletindo a expansão da atividade federal naquela época. Ele estava localizado próximo à Estação Terminal na Spring Street, e o correio era transferido por túneis da rede ferroviária, que então lidava com a maior parte do correio de longa distância. Mais tarde, o edifício se tornou um edifício de escritórios federais, recebendo seu nome atual em 1988. A Administração de Serviços Gerais (GSA) realizou uma renovação em 2012, na medida do possível em conformidade com os atuais critérios de “construção verde”.